# Płęsy
Płęsy (dodatkowa nazwa w j. kaszub. Płãsë; niem. Plense, dawniej Plensky) – osada kaszubska w Polsce położona w województwie pomorskim, w powiecie kościerskim, w gminie Dziemiany na terenie Wdzydzkiego Parku Krajobrazowego i nad zachodnim brzegiem jeziora Wdzydze. W skład sołectwa Płęsy wchodzą również miejscowości Ostrów i Rów.
W latach 1975–1998 miejscowość administracyjnie należała do województwa gdańskiego.